# Paul Lindpaintner
Paul Anton Maria Lindpaintner d’Almeida (* 22. Mai 1883 in München; † 23. April 1969 in Tegernsee) war ein deutscher Kunsthändler.

## Leben
Er war der Sohn des Offiziers Ludwig Christian August Lindpaintner (1849–1896) und Mathilde Maximiliane Condessa (Gräfin) de Almeida (1851–1942), der Tochter von Paolo Martins Visconde de Almeida und Franziska Sophie von Bayrstorff und Enkelin von Prinz Karl Theodor Maximilian August von Bayern. Mathilde de Almeida soll eine entfernte Verwandte von António de Oliveira Salazar, dem portugiesischen Premier gewesen sein.
Er war zunächst Kavallerieoffizier und hatte weitreichenden Verbindungen zu offiziellen Kreise und der Aristokratie. In seiner Jugend war er auch als Tennisspieler aktiv, so nahm er 1912 für Deutschland an den Olympischen Spielen in Stockholm teil. Dort trat er einzig im Einzel auf Rasen an und schied in der ersten Runde gegen den Österreicher Fritz Felix Pipes aus. 1910 verlor er mit Otto Froitzheim das Doppelfinale von Hamburg. Nach 1912 trat er nur noch zweimal bei einem Turnier in Erscheinung.
Als Amateur-Kunsthändler reiste Lindpaintner viel durch Europa. Ab 1928 war er Partner von Johannes Hinrichsen (1884–1971) in der Kunsthandlung Hinrichsen und Lindpaintner in Berlin mit Sitz in der Bellevuestrasse. Er war bei nationalsozialistischen Raubkunst-Aktionen in Frankreich beteiligt. 1939 vermittelte er bei Verkäufen aus der Sammlung des Kunsthändlers Jean Seligmann in Paris, 1941 bis 1944 war er für den Münchner Antiquitätenhändler Fritz Pössenbacher (1906–1990) in Paris tätig und nutzte seine Beziehungen beim Verkauf an nationalsozialistische Würdenträger. Auch nach dem Krieg war er in Tegernsee und München als Antiquitätenhändler tätig. Die Art Looting Investigation Unit ermittelte gegen Lindpaintner, er wurde aber nie verurteilt.
Aus seiner Ehe mit Maria Wegmann (1887–1970) gingen drei Kinder hervor: Maria da Gloria Lindpaintner (* 1911), die 1937 Otto Pössenbacher heiratete, Ludwig Moritz Lindpaintner (* 1914) und Victoria Lindpaintner (1918–1965). Letztere startete 1936 selbst bei Olympia und war Eiskunstläuferin.